# Hércules y Deyanira
Hércules y Deyanira o también Hércules y Neso es un óleo sobre tabla trasladado posteriormente a lienzo de 54,6 x 79,2 cm de Antonio Pollaiuolo, fechable hacia 1470 y conservado en la Galería de Arte de la Universidad Yale en New Haven.

## Descripción y estilo
Antonio del Pollaiuolo volvió varias veces al tema de Hércules, tanto en pintura como en escultura. El héroe y semidios grecorromano fue considerado, pasado por un tamiz cristiano y neoplatónico, un símbolo de virtud y fuerza en el primer Renacimiento florentino, así como un mítico fundador de Florencia.
El artista ambienta la escena del asesinato del centauro Neso, secuestrador de Deyanira, por Hércules en el valle del Arno, río que cruza el asaltante con una vista de la ciudad de Florencia al fondo. Hércules, a la derecha, dispara una flecha envenenada con un gesto plástico en el tierno arco. El centauro, con la joven sobre su grupa, ataviada solo con una túnica trasparente, le revelará  malherido que con su sangre puede hacer una poderosa poción de amor, que eventualmente acabará matando a Hércules, provocando también el suicidio de la mujer ante el engaño.
La escena permite representar una acción frenética, tema predilecto del artista por su estilo tenso y elástico, basado en la representación de la tensión muscular con una línea de contorno vibrante. Extraordinario es el desarrollo del paisaje, amplio y muy profundo, con un toque de perspectiva aérea.